# Gunnar Levenius
Karl Gunnar Levenius, född 15 juni 1893 i Arboga landsförsamling, Västmanland, död 28 april 1970 i S:t Johannes församling, Stockholm, var en svensk militär (överste).
Levenius tjänstgjorde i armén i 50 år, varav de sista 15 åren som reservofficer. Denna tid inbegrep första och andra världskriget samt delar av kalla kriget. Under sin karriär hade han olika chefs- och lärarfunktioner inom det militära. Levenius skrev tillsammans med överstelöjtnant Rudolf Busck Handbok i avlöningsfrågor som utkom i tre upplagor.

## Utbildning
Efter studentexamen 1913 vid Västerås högre allmänna läroverk påbörjade Levenius samma år sin officersutbildning i bland annat Karlsborg och Karlberg. Han avlade officersexamen i december 1915. År 1918 genomgick Levenius kulsprutekurs för officerare på Marma skjutfält, 1919 ridkurs för infanteriofficerare vid Wendes artilleriregemente och 1923 Infanteriskjutskolan (SS) i Rosersberg. År 1924 blev han intendentaspirant och påbörjade Militärförvaltningskursen (MFK) i Stockholm och 1926 avlade Levenius intendentsexamen.

## Militär karriär
Levenius anmälde sig 1913 till att bli officersvolontär vid Upplands infanteriregemente (I 8), men sökte sig året därefter till Karlskrona grenadjärregemente (I 7). Under mobiliseringen som följde till konsekvens av första världskrigets utbrytande blev Levenius utnämnd till distinktionskorpral 1914. Detta medförde att han även fick tjänstgöra som ställföreträdande plutonchef. Levenius blev 1915 fänrik vid I 7 och löjtnant 1918 vid samma regemente där han även tjänade som regementsadjutant 1919–1920. Åren 1920 och 1921 var Levenius befäl och lärare vid arméns studentkulsprutekompani i Skövde.
År 1926 lämnade Levenius Karlskrona och började arbeta vid Intendenturkåren där han 1928 befordrades till kapten. Mellan 1928 och 1931 fungerade han som expeditionsintendent vid Norra arméfördelningens stab. Levenius tjänstgjorde som regementsintendent vid Norrlands dragonregemente (K 4) åren 1931–1933, Västerbottens regemente (I 20) i Umeå åren 1933–1936 samt vid Värmlands regemente (I 22) i Karlstad åren 1936–1937. Somrarna 1933 och 1934 var Levenius även chef för Kommissarieskolan vid Dalregementet (I 13) i Rommehed där han 1926 hade tjänstgjort som lärare och befäl. Åren 1937–1940 var Levenius lärare på Militärförvaltningskursen som han tidigare hade genomgått som intendentaspirant.
År 1937 blev Levenius expeditionsintendent på underhållsbyrån vid Kungliga Arméförvaltningens intendenturdepartement i Stockholm. 1939 fick han Kungl. Maj:ts förordnande att bli tjänstförrättande chef på samma byrå, vilket han de facto var från 1 april till 1 december. Samma år utnämndes Levenius till major vid Intendenturkåren och åren 1940–1941 arbetade han vid Intendenturkårens chefsexpedition. 1941 förordnades Levenius som fördelningsintendent vid Andra arméfördelningens stab. År 1942 befordrades Levenius till överstelöjtnant. Hans befordran motarbetades av chefen på Intendenturkåren, generalmajor Helge Söderbom, men genomfördes till slut efter ingripande av generalmajor Helge Jung och överste Henry Tottie. 1944 efterträdde Levenius överste Carl Norlander som chef för drivmedelsbyrån på Arméförvaltningens intendenturavdelning. Hösten 1946 var han lärare för en kurs i Stockholm för bataljonsveterinärer under styre av överfältveterinären Erik Liljefors.

I oktober 1948 fick Levenius överstes avsked och placerades i Intendenturkårens reserv där han var i 15 år. Han förlänades under sin karriär både Svärdsorden och Vasaorden samt ett flertal medaljer och märken (se § Utmärkelser). Men Levenius nöjde sig inte med det och upprördes när han inte fick någon ytterligare utmärkelse i samband med sin avgång från Drivmedelscentralen år 1963. Han skrev i sin memoar att:
| ” | Någon orden hade Överstyrelsens ledning icke förstånd nog att föreslå mig till. Man angav såsom skäl att jag förut hade Svärdsorden och Vasaorden och att det icke var kutym att en officer kunde få mer. Men felet var det att ledningen icke ville föreslå mig. Det är givet, att jag kunnat få någon statlig utmärkelse efter ett oerhört arbete i 15 år, om ledningen haft viljan att ingiva en motiverad framställning till Kungl. Maj:t. Men såväl Riksnämnden som nu Överstyrelsen för ekonomisk försvarsberedskap hade gjort allt för att undertrycka Drivmedelscentralen. Istället för att vara tacksamma mot mig för att ha räddat den höga myndigheten ur flera besvärliga situationer, var den okänslig för alla fel som under åren begåtts. Det är givet att en sådan myndighet får dåligt anseende. | „ |

## Civil karriär
Efter sin karriär i armén blev Levenius 1948 planläggningschef vid Överstyrelsen för ekonomisk försvarsberedskap på samverkansorganisationen Drivmedelscentralen (DMC). Hans tid där kom att präglas av en svensk upprustning av totalförsvaret och av kalla kriget som förorsakade oroligheter även i det neutrala Sverige. Efter 15 år på posten och 50 år i statlig tjänst lämnade Levenius Drivmedelscentralen 1963. Med start 1964 började han en anställning som chef på fastighetsförvaltningen hos AB Thorsson & Toll.

## Familj

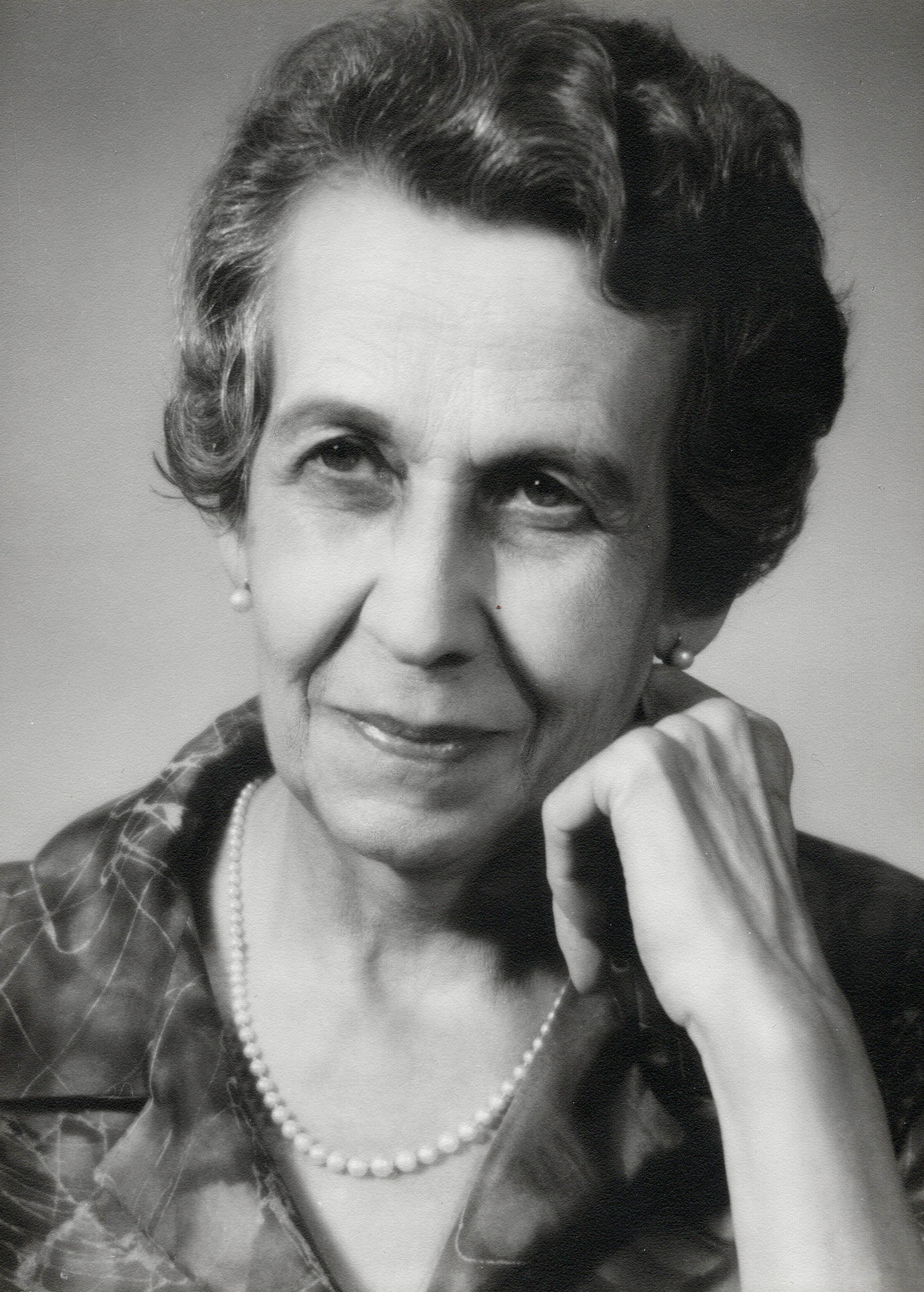
Överstinnan Gertrude Levenius.

Gunnar Levenius var son till handlanden Herman Levenius (1867–1941) och Augusta Levenius, född Gustafsson (1865–1950). Han gifte sig 20 augusti 1929 i Osby med Gertrude Lilljeforss (1904–1972), dotter till bryggmästaren Hugo Lilljeforss och Thyra Berg. De fick tre barn: vinproducenten Gunhild Eklund (1932–2020), generalkonsuln Gertrude Carrington (född 1935) och byrådirektören Gustav Levenius (1939–2008).

## Utmärkelser

### Ordnar
- Riddare av 1:a klassen av Kungl. Svärdsorden, 6 juni 1936.[16]
- Riddare av 1:a klassen av Kungl. Vasaorden, 6 juni 1948.[17]

### Medaljer
- Centralförbundets för befälsutbildning förtjänstmedalj i silver, 12 maj 1956.[18]
- Riksförbundet Sveriges lottakårers kungliga förtjänstmedalj i silver, 19 februari 1964.[19]
- Arméns skyttemedalj.[2]

### Övrigt
- Statens skyttemärke i guld, 1916.[2]
- Militärt idrottsmärke i guld, 1916.[2]
- Idrottsmärket i guld, 1916.[2]

## Galleri

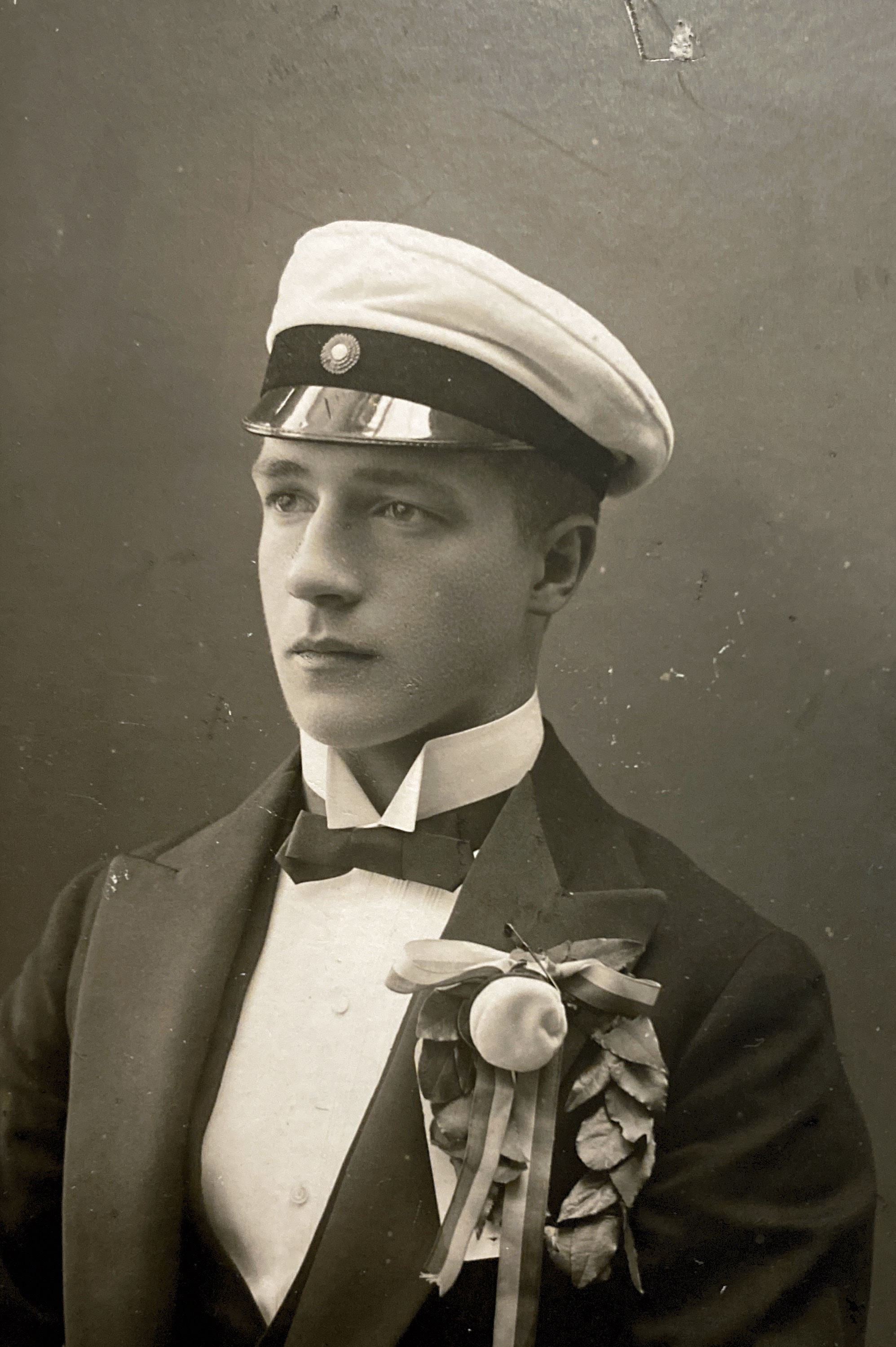
Levenius som student, Kungliga biblioteket.
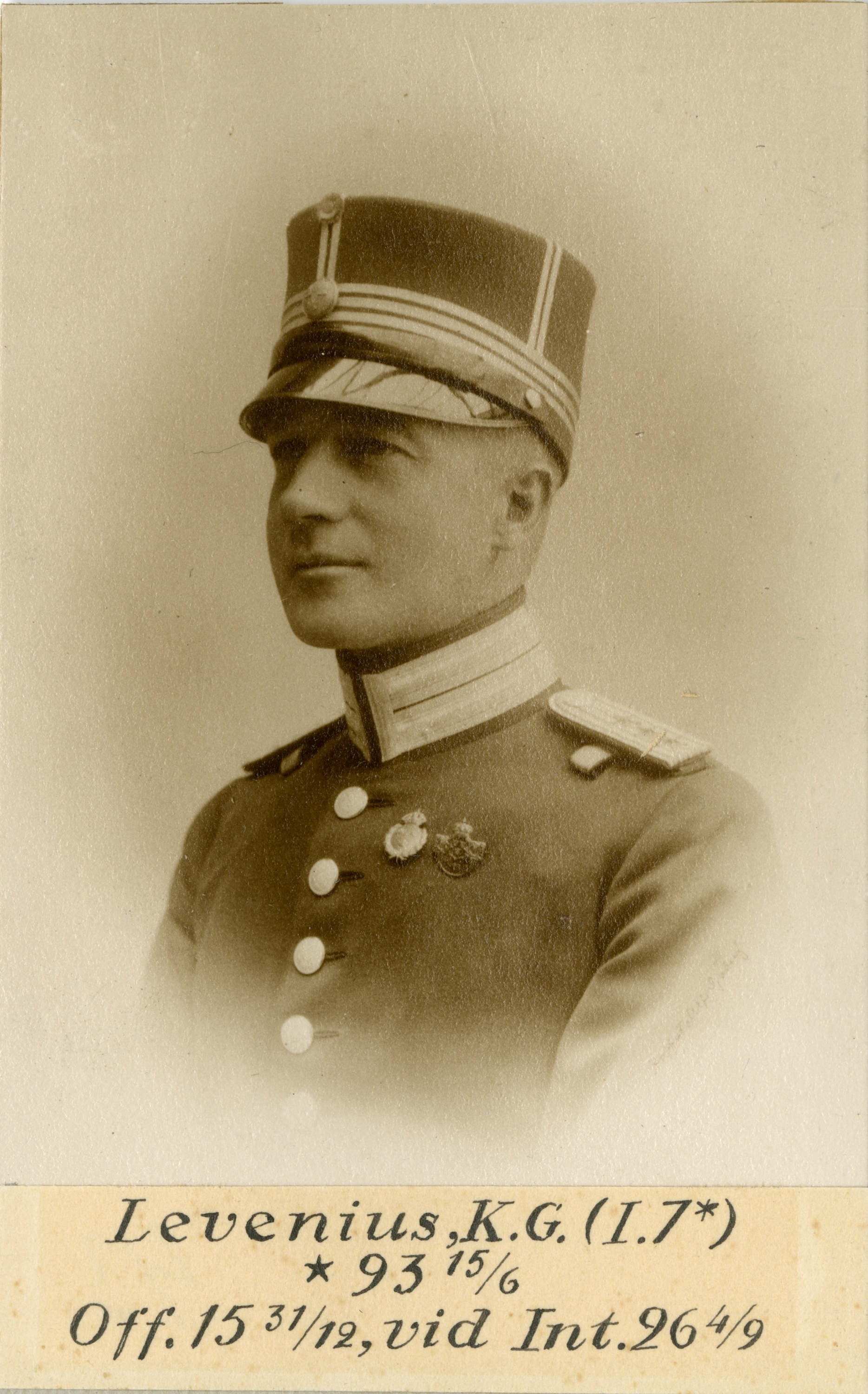
Kapten Levenius, Armémuseum.
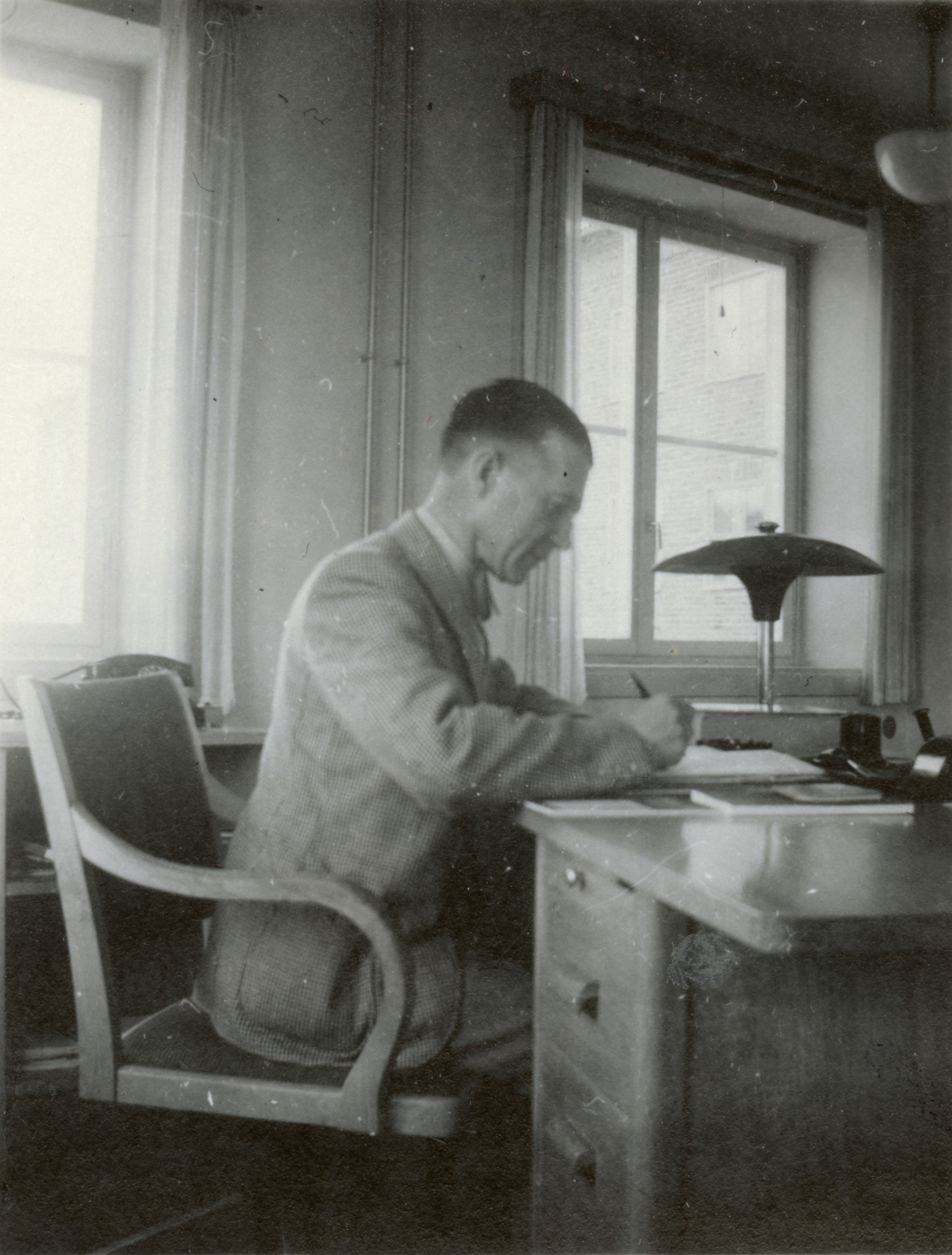
Överstelöjtnant Levenius, Armémuseum.
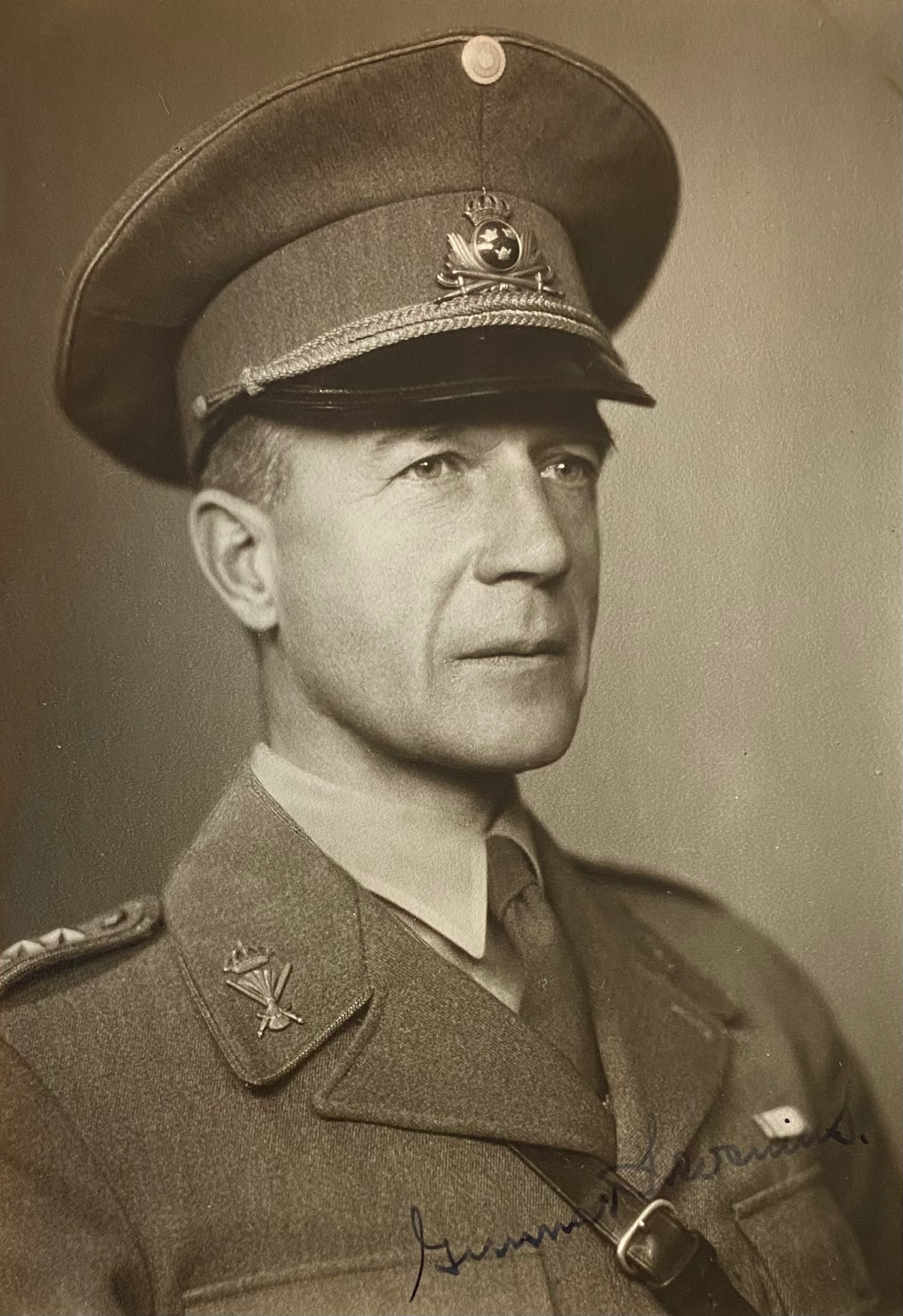
Överstelöjtnant Levenius.
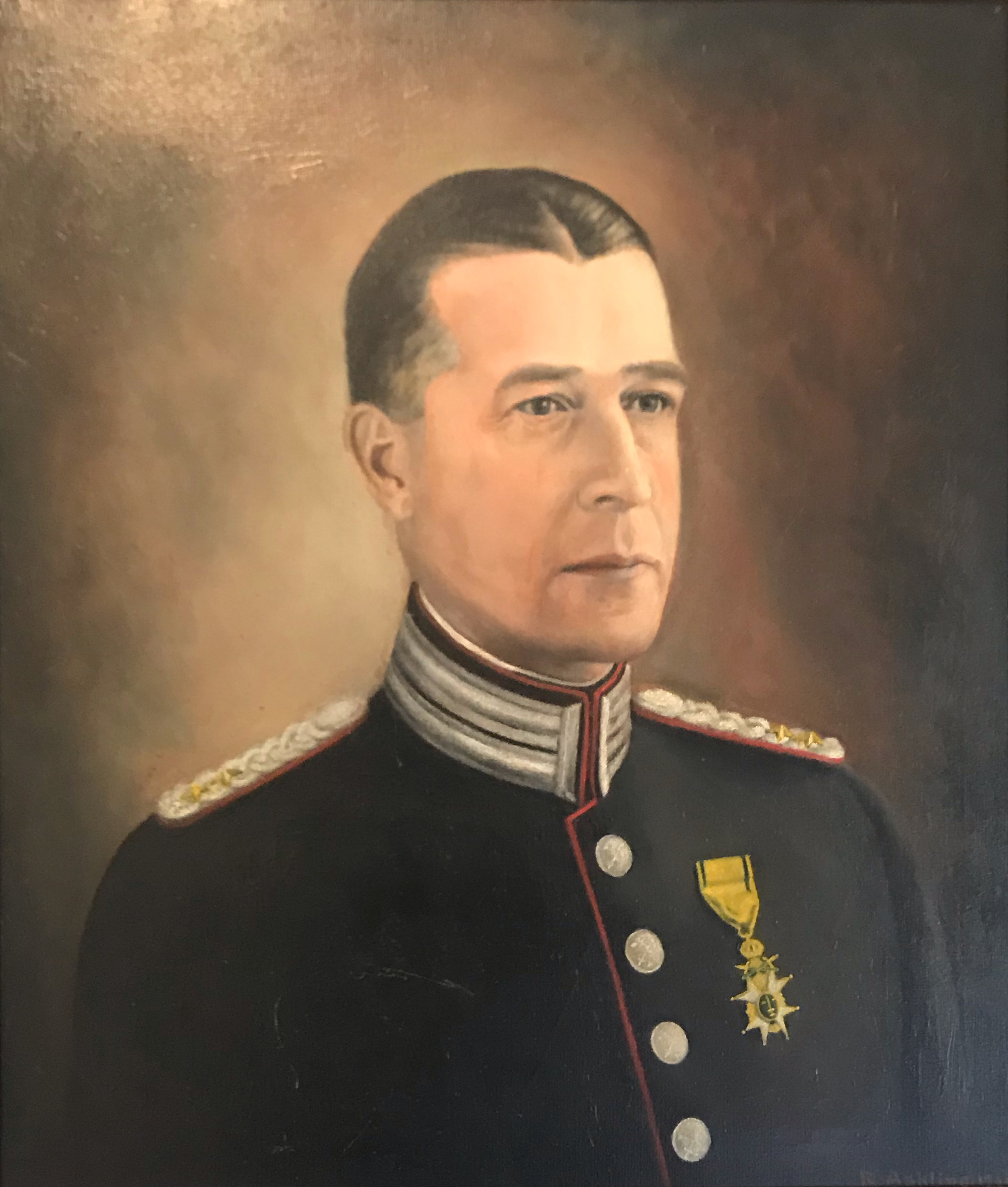
Överstelöjtnant Levenius i uniform med Svärdsordens ordenstecken på bröstet.